# St. Andreas (Velmede)

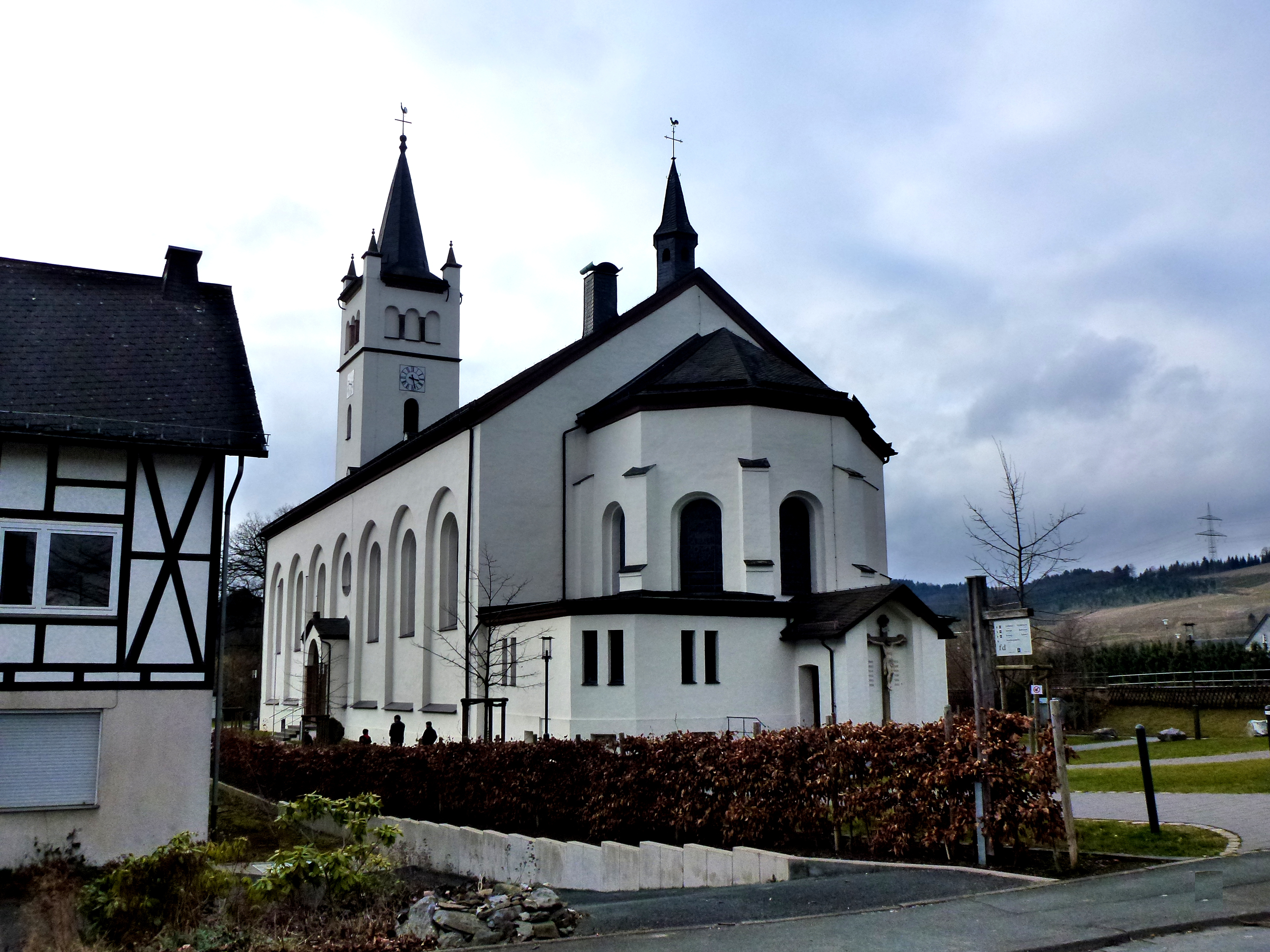
St. Andreas (Velmede)

Die römisch-katholische, denkmalgeschützte Pfarrkirche St. Andreas steht in Velmede, einem Gemeindeteil der Gemeinde Bestwig im Hochsauerlandkreis von Nordrhein-Westfalen. Die Kirche gehört zum Pastoralen Raum Ruhr-Valmetal im Dekanat Hochsauerland-Mitte des Erzbistums Paderborn.

## Beschreibung
Die verputzte Saalkirche wurde 1846–48 nach einem Entwurf von Friedrich Heinrich Kronenberg im Rundbogenstil errichtet. Sie besteht aus einem Langhaus, das mit einem Satteldach bedeckt ist, aus dem sich im Osten ein kleiner sechseckiger, mit einem spitzen Helm bedeckter Dachreiter erhebt, einem eingezogenen, von Strebepfeilern gestützten Chor mit Fünfachtelschluss im Osten und einem Fassadenturm im Westen, der mit einem achtseitigen Knickhelm zwischen vier Ecktürmchen bedeckt ist. Die Bogenfenster des Langhauses befinden sich sowohl außen wie auch innen zwischen Blendarkaden. Im obersten Geschoss des Fassadenturms sind die Blendarkaden als Triforien gestaltet. 
Die Orgel mit 24 Registern auf zwei Manualen und Pedal wurde 1979 gebaut.